# Carlos Albuquerque
Carlos César Silva de Albuquerque GOMM (Barra do Ribeiro, 19 de julho de 1940 — Porto Alegre, 18 de março de 2005) foi um médico brasileiro.
Foi presidente do Hospital das Clínicas de Porto Alegre de 1984 a 1996.
Filiado ao PSDB, foi ministro da Saúde no governo Fernando Henrique Cardoso, de 13 de dezembro de 1996 a 31 de março de 1998.
Em 1997, como ministro da Saúde, Albuquerque foi admitido pelo presidente Fernando Henrique Cardoso à Ordem do Mérito Militar no grau de Grande-Oficial especial.